# Synagoga w Karolinie (Pińsk)
Synagoga w Pińsku-Karolinie – synagoga działająca w Pińsku na dawnym przedmieściu Karolin (jid. Karlin), zamieszkanym głównie przez Żydów przy ulicy Dywizji Irkucko-Pińskiej.

## Historia
Obecna bóżnica jest dawnym domem modlitewnym rabinów Perłowów (Karlińskich). Od 1841 do 1901 funkcjonowała jako drewniany budynek, jednak po pożarze na początku XX wieku zdecydowano o postawieniu murowanej świątyni, która działała nieprzerwanie do wybuchu II wojny światowej.
W marcu 1941 odbył się tu nielegalny zjazd rabinów z okupowanych przez ZSRR terenów Polski. Po wejściu Niemców do Pińska bóżnica została zamknięta, a w czasach radzieckich najpierw mieściła pomieszczenia gospodarcze, później zamieniono ją na dom mieszkalny.
W 1993 władze białoruskie zwróciły budynek lokalnej społeczności żydowskiej, która po gruntownej rewitalizacji przywróciła bóżnicę do celów religijnych. W 2007 odbyły się tu trzy śluby w tradycyjnym obrządku żydowskim.